# Куратико Сан Роко (Парма)
Куратико Сан Роко је насеље у Италији у округу Парма, региону Емилија-Ромања.
Према процени из 2011. у насељу је живело 17 становника. Насеље се налази на надморској висини од 620 м.